# Médaille de la Défense nationale
La médaille de la Défense nationale est une décoration militaire française.
Elle a été créée par Charles Hernu, ministre de la Défense et mise en place par le décret no 82-358 du 21 avril 1982 abrogé et remplacé par le décret no 2014-389 du 29 mars 2014. Elle récompense les services particulièrement honorables rendus par les militaires (d'active et de réserve) pour leur participation aux activités opérationnelles ou de préparation opérationnelle des armées et les interventions au profit des populations.
La médaille comporte trois échelons, dans l'ordre d'attribution, : bronze, argent et or. Elle comporte également des agrafes.

## Attribution
Les conditions et modalités d'attribution sont fixées par l'arrêté portant délégation de pouvoirs relative à l'octroi ou au retrait de la médaille de la défense nationale, ainsi qu'à la suspension du droit à son port du 14 septembre 2014 et par l'instruction no 30650/DEF/CAB/SDBC/DECO/A4 fixant les modalités d’application du décret no 2014-389 du 29 mars 2014 relatif à la médaille de la défense nationale du 30 décembre 2014.

### À titre normal
La médaille est attribuée au nom du ministre des Armées. Celui-ci donne délégation aux autorités hiérarchiques de premier et deuxième niveau pour l'échelon bronze et à un certain nombre d'autorités pour l'échelon argent (le délégué général pour l'armement, le secrétaire général pour l’administration, les chefs d’état-major de l’armée de terre, de la marine et de l'armée de l'air et de l'espace, le directeur général de la gendarmerie nationale, les directeurs centraux du service de santé des armées, du service des essences des armées, du service du commissariat des armées et du service d'infrastructure de la défense et le directeur de la poste interarmées).
Les militaires à l'occasion de leur participation aux activités opérationnelles ou de préparation opérationnelle des armées, notamment les manœuvres, exercices, services en campagne, ainsi que les interventions au profit des populations accumulent un certain nombre de points qui leur permet d'obtenir successivement les trois échelons. Sachant que la moitié des points est perdue lors de l'obtention d'un échelon. Les conditions d'attributions pour les différents échelons sont :
- pour l'échelon bronze : un an de service et quatre-vingt-dix points ;
- pour l'échelon argent : cinq ans de service (deux ans minimum dans l'échelon bronze) et six cents points ;
- pour l'échelon or : dix ans de service (deux ans minimum dans l'échelon argent) et huit cents points.

Le fait d'entrer dans les conditions d'attribution ne donne pas automatiquement droit à l'échelon concerné étant donné que les échelons argent et or sont contingentés par décision ministérielle.
L'attribution de la médaille de la défense nationale ne donne droit qu'à une agrafe de spécialité, éventuellement complétée par une agrafe géographique. En cas de promotion, la ou les agrafes obtenues dans les échelons précédents peuvent être conservées sur le ruban de la nouvelle médaille. Le nombre maximum d'agrafes à conserver est fixé à trois.

### À titre exceptionnel
La médaille de la défense nationale peut être attribuée, à titre exceptionnel, à l'un des trois échelons aux :
- militaires d'active ou de réserve et aux civils de la défense tués ou blessés dans l'accomplissement de leur devoir ;
- militaires d'active ou de réserve qui se sont signalés par la qualité des services rendus ;
- civils français et étrangers militaires ou civils ayant rendu des services particulièrement honorables à la défense de la France.

Cette attribution comporte également l'attribution d'une agrafe de spécialité, éventuellement complétée par une agrafe géographique.
Elle peut également être remise à l'échelon bronze, à titre exceptionnel, aux militaires et aux civils ayant participé aux essais nucléaires dans le Sahara entre le 13 février 1960 et le 31 octobre 1967 ou dans le Pacifique entre le 2 juillet 1966 et le 31 décembre 1998. Dans ce cas, l'agrafe « Essais nucléaires » leur est attribuée.

### Citation sans croix
La médaille de la défense nationale, échelon or sans agrafe est décernée pour une citation sans croix lorsque :
- un militaire s'est distingué à l'occasion d'une action comportant un risque aggravé. Son ruban est alors agrémenté, selon le degré de la citation, d'une étoile de bronze, d'argent ou de vermeil ou d'une palme de bronze ;
- un membre d'équipage des SNLE s'est distingué à l'occasion d'une action en service sous-marin à la mer au sein de la force océanique stratégique. Son ruban est alors agrémenté, selon le degré de la citation, d'une silhouette de SNLE classe le Triomphant anthracite, bronze, argent ou or ;
- un militaire s'est distingué à l'occasion d'une action en service accomplie au sein de certaines unités des forces aériennes stratégiques (FAS).

Celle-ci se porte en plus de la médaille de la défense nationale attribuée à titre normal ou exceptionnel et juste avant celle-ci.

### Incompatibilité
Le personnel nommé dans l'ordre de la Légion d'honneur ou dans l'Ordre national du Mérite ou titulaire de la médaille militaire ne peut obtenir la médaille de la Défense nationale, sauf à titre posthume, pour une citation sans croix ou à titre exceptionnel pour avoir participé aux essais nucléaires.

### À des animaux
Ce qui ne va pas de soi et mérite une explication : en France, les chiens et chevaux militaires sont considérés comme des militaires et peuvent donc recevoir la médaille de la Défense nationale, qui est la principale décoration qu'ils reçoivent.

## Décorations
- Ruban : rouge foncé, partagé par une bande centrale bleu outre-mer. En bordure, de chaque côté, un liseré blanc pour la médaille d'argent ou jaune pour la médaille d'or.
- Médaille : ronde, en bronze, avec à l'avers l'effigie de la Marseillaise de Rude et la mention « République française ». Au revers, bonnet phrygien et l'inscription « Armée-Nation » et « Défense Nationale ».
- Agrafes : la médaille comporte des agrafes en métal blanc qui prennent place sur le ruban. Les inscriptions sur les agrafes correspondent à l'arme d'appartenance et aux lieux géographiques particuliers où le récipiendaire a servi.
- Attributs : comme les croix de guerre et la croix de la valeur militaire, le ruban de la médaille, échelon or, peut recevoir des attributs exprimant des citations : 
  - une étoile de bronze pour une citation à l'ordre du régiment ou de la brigade, une étoile d'argent pour une citation à l'ordre de la division, une de vermeil pour une citation à l'ordre du corps d'armée et une palme de bronze pour une citation à l'ordre de l'armée
  - une silhouette de SNLE classe Triomphant de couleur anthracite pour une citation à l'ordre de l'unité ou de l'escadrille de sous-marin, une silhouette de SNLE de type Triomphant de couleur bronze pour une citation à l'ordre de l'escadre ou de la flottille, une silhouette de SNLE classe Triomphant de couleur argent pour une citation à l'ordre de la force maritime ou une silhouette de SNLE classe Triomphant de couleur or pour une citation à l'ordre de la marine nationale ;
  - une représentation de l'insigne des FAS de couleur anthracite pour une citation à l'ordre de la brigade ou de l'escadre aérienne, une représentation de l'insigne des FAS de couleur bronze pour une citation à l'ordre de la division aérienne, une représentation de l'insigne des FAS de couleur argent pour une citation à l'ordre du corps aérien ou une représentation de l'insigne des FAS de couleur or pour une citation à l'ordre de l'armée aérienne.

| Échelon bronze                    | Échelon argent                              | Échelon or                                      | Échelon or                                      |
| Échelon bronze                    | Échelon argent                              | Avers                                           | Revers                                          |
| --------------------------------- | ------------------------------------------- | ----------------------------------------------- | ----------------------------------------------- |
|                                   |                                             |                                                 |                                                 |
|                                   |                                             |                                                 |                                                 |
| Avec agrafe : TROUPES AÉROPORTEES | Avec agrafes : MARINE NATIONALE SOUS-MARINS | Avec agrafes : ARMÉE DE L’AIR POSTE INTERARMÉES | Avec agrafes : ARMÉE DE L’AIR POSTE INTERARMÉES |

### Barème des points
Les points sont obtenus à raison d'un barème commun : 
- Par année de service effectif/personnel d'active → 15 points ;
- Par année de service sous ESR (engagement à servir dans la réserve) → 15 points ;
- Mission opérationnelle à l'étranger ou sur le territoire national, à caractère humanitaire ou de maintien de la paix (OPEX, OPINT, plan VIGIPIRATE, MCD) → 3 points par jour ;
- Journée défense et citoyenneté → 1 point par jour ;
- Journée d'instruction pour la préparation militaire → 1 point par jour ;
- Activités dans la réserve opérationnelle → 1 point par jour ;
- Préparation opérationnelle, de manœuvres, d'exercices, d'action de sécurité civile. → 1 point par jour ;
- Garde ou permanence → 1 point par jour ;
- Journée à la mer, bâtiment de surface → 1 point par jour ;
- Journée à la mer, sous marin → 2 points par jour ;
- Vol sur aéronef de combat (avec fonction à bord) → 1 point par heure ;
- Vol sur autre aéronef (avec fonction à bord et troupes aéroportées) → 1 point toutes les 3 heures ;
- Saut en parachute → 1 point par saut ;
- Plongée autonome → 1 point par heure ;
- Treuillage ou hélitreuillage → 1 point ;
- Intervention sur sinistre → 1 point ;
- Journée en haute montagne (2 500 mètres) → 1 point par jour ;
- Mission de déminage → 1 point ;
- Éloignement : présence aux îles Éparses et aux Terres australes et antarctiques françaises (toute durée égale ou supérieure à 15 jours comptant pour un mois) → 10 points par mois ;
- Certificats de langues étrangères : de 10 à 40 points ;
- Citations avec ou sans croix, témoignages de satisfactions et lettres de félicitations : de 1 à 40 points.

Pour les échelons or et argent, des barèmes spécifiques à chaque armée ou service commun permettent d'obtenir des points, en plus des points obtenus sur le barème commun dans la limite de 100 points.

## Listes des agrafes
La liste des agrafes est la suivante :
Agrafes géographiques :
- Corps européen ;
- Force océanique stratégique ;
- Missions d'opérations extérieures ;
- Missions d'opérations intérieures ;
- Mururoa-Hao ;
- Terres australes et antarctiques ;
- Essais nucléaires ;
- Guyane.

Ne sont plus décernées :
- Forces françaises stationnées en Allemagne (selon le BOC/PP-29 mars 2004 no 14) ;
- Missions d'assistance extérieure (selon le BOC/PP-3 février 2012 no 6).

Agrafes de spécialité :
- Armée de l'Air et de l'espace ;
- Défense aérienne ;
- Soutien des forces aériennes ;
- Forces aériennes ;
- Forces aériennes stratégiques ;
- Génie de l'air ;
- Espace ;
- Service d'infrastructure de la défense ;
- Interarmées ;
- Service du commissariat des armées ;
- Journée défense et citoyenneté ;
- Armée de terre ;
- Arme blindée et cavalerie ;
- Artillerie ;
- Aviation légère ;
- Génie ;
- Infanterie ;
- Légion étrangère ;
- Troupes de marine ;
- Matériel ;
- Sapeurs-pompiers ;
- Sécurité civile ;
- Transmissions ;
- Train ;
- Troupes aéroportées ;
- Troupes de montagne ;
- Armement ;
- Industrie de défense ;
- Défense ;
- État-Major ;
- Gendarmerie nationale ;
- Écoles de gendarmerie ;
- Formations aériennes de la gendarmerie ;
- Garde républicaine ;
- Gendarmerie de la sécurité des armements nucléaires ;
- Gendarmerie de l'air ;
- Gendarmerie de l'Armement ;
- Gendarmerie départementale ;
- Gendarmerie des transports aériens ;
- Gendarmerie d'outre-mer ;
- Gendarmerie maritime ;
- Gendarmerie mobile ;
- Justice militaire ;
- Marine nationale ;
- Aéronautique navale ;
- Bâtiments de combat ;
- Fusiliers marins ;
- Marins pompiers ;
- Nageurs de combat ;
- Plongeurs démineurs ;
- Sous-marins ;
- Poste interarmées ;
- Service de santé ;
- Service des essences ;
- Cyber ;
- Musique;
- Monde combattant.

Ne sont plus décernées (selon le BOC/PP-3 février 2012 no 6) :
- Commissariat de l'Armée de Terre ;
- Force aérienne de combat ;
- Force aérienne de projection ;
- Commandement air des systèmes de surveillance, d'information et de communication ;
- Fusiliers commandos de l'air ;
- Commandement des écoles de l'Armée de l'air ;
- Forces de protection et de sécurité de l'armée de l'air ;
- Armée de l'air.

## Nombres de décorations
En 2010, il a été décerné 887 citations sans croix avec médaille d'or de la Défense nationale.